# Gérard Defois
Gérard Defois, né le 5 janvier 1931 à Nueil-sur-Layon, en Maine-et-Loire (France), est un prêtre catholique français du diocèse d'Angers, archevêque de Sens-Auxerre puis de Reims et finalement du diocèse de Lille qu'il quitte le 1er février 2008. Conférencier à Notre-Dame de Paris durant quelques années, il est également écrivain spirituel.

## Biographie

### Formation
Gérard Denis Auguste Defois entre au grand séminaire d'Angers, avant de poursuivre ses études à Paris où il est diplômé de l'École pratique des hautes études et où il obtient un doctorat en théologie à l'Institut catholique de Paris. Il complète sa formation par le diplôme de l'Institut supérieur de pastorale catéchétique.
Il est ordonné prêtre le 11 octobre 1956 pour le diocèse d'Angers.

### Principaux ministères
Après des premiers ministères en paroisse comme vicaire à la paroisse Saint-Laud d'Angers et auprès des jeunes comme aumônier de lycée à Cholet, il devient directeur diocésain de l'enseignement religieux de 1965 à 1967 avant d'être nommé à Paris de 1968 à 1973 comme directeur adjoint de l'Institut supérieur de pastorale catéchétique.
Il part ensuite en Côte d'Ivoire où il est professeur de théologie pastorale et de sociologie, à l'Institut supérieur de culture religieuse d'Abidjan de 1971 à 1976.
En 1973, il accède à des responsabilités à l'échelle nationale, comme secrétaire général adjoint de la Conférence des évêques de France, chargé des questions pastorales, puis secrétaire général de 1977 à 1983.
Il assume ensuite plusieurs responsabilités universitaires, comme maître de conférences à l'Institut catholique de Paris en 1984, puis comme recteur de l'Université catholique de Lyon de 1984 à 1990.
Nommé archevêque coadjuteur du diocèse de Sens le 26 juillet 1990, il est consacré le 6 octobre suivant par le cardinal Albert Decourtray et devient archevêque titulaire le 21 décembre de la même année.
Il est réélu membre du bureau d'études doctrinales de la conférence des évêques de France en 1993.
Le 4 septembre 1995, il reçoit la charge du diocèse de Reims où il accueille le pape Jean-Paul II, le dimanche 22 septembre 1996, à Reims, à l'occasion du XVe centenaire du baptême de Clovis. Il succédait ainsi à Jean Balland lui-même nommé archevêque de Lyon.
Le 2 juillet 1998, il est nommé évêque du diocèse de Lille. Il succède ainsi à Jean Vilnet qui était le dernier évêque français en activité à avoir participé aux dernières sessions du concile Vatican II.
Le 1er février 2008, le pape Benoît XVI accepte sa démission pour raison d'âge et nomme Laurent Ulrich pour lui succéder.
Au sein de la Conférence des évêques de France, il préside la commission de la catéchèse et du catéchuménat et il est membre de la commission des mouvements apostoliques et des associations de fidèles ainsi que du comité de la mission en monde ouvrier.
Le 29 septembre 2008, il est élu président pour un mandat de trois ans de « Justice et Paix Europe ». Lors de sa prise de fonction, il déclare : « Comme chrétiens, il nous revient de prendre le parti de l'espoir et de la dignité de l'homme ; il nous revient d'être des provocateurs à l'Espérance. »

## Prise de positions

### Licenciements
En 2001, il réagit à la suite des vagues de licenciements qui se succèdent depuis quelques années dans le Nord, que ce soit par le groupe Danone, par Levi's ou Selnor. Il s'inquiète de voir les intérêts financiers prendre le dessus par rapport aux drames individuels que vivent les personnes.

### Politique
Avant les élections législatives de 1997, il rappelle que la politique est l'affaire de tous : « Dieu a confié la terre à toute l’humanité. Il nous charge de l’humaniser. »

## Distinctions
- Officier de la Légion d'honneur (1er janvier 1998)[6]
  -  Chevalier de la Légion d'honneur (12 novembre 1987)[7]
- Commandeur de l'ordre national du Mérite (2 mai 2002)[8]